# Nuillé-sur-Vicoin
Nuillé-sur-Vicoin est une commune française, située dans le département de la Mayenne en région Pays de la Loire, peuplée de 1 250 habitants.
La commune fait partie de la province historique de l'Anjou (Haut-Anjou).

## Géographie

### Localisation
La commune est aux confins du Bas-Maine et de la  Mayenne angevine. Son bourg est à 11 km au sud de Laval, à 12 km au nord-est de Cossé-le-Vivien et à 20 km au nord de Château-Gontier.
| Montigné-le-Brillant | Montigné-le-Brillant, L'Huisserie | L'Huisserie |
| Astillé              | Nuillé-sur-Vicoin                 | Entrammes   |
| Astillé              | Quelaines-Saint-Gault             | Origné      |

### Climat
Pour des articles plus généraux, voir Climat des Pays de la Loire et Climat de la Mayenne.
En 2010, le climat de la commune est de type climat océanique altéré, selon une étude du CNRS s'appuyant sur une série de données couvrant la période 1971-2000. En 2020, Météo-France publie une typologie des climats de la France métropolitaine dans laquelle la commune est exposée à un climat océanique et est dans une zone de transition entre les régions climatiques « Bretagne orientale et méridionale, Pays nantais, Vendée » et « Moyenne vallée de la Loire ». 
Pour la période 1971-2000, la température annuelle moyenne est de 11,2 °C, avec une amplitude thermique annuelle de 13,7 °C. Le cumul annuel moyen de précipitations est de 760 mm, avec 12,2 jours de précipitations en janvier et 7,1 jours en juillet. Pour la période 1991-2020, la température moyenne annuelle observée sur la station météorologique de Météo-France la plus proche, « Laval-Etronnier », sur la commune de Laval à 10 km à vol d'oiseau, est de 11,9 °C et le cumul annuel moyen de précipitations est de 757,1 mm,. Pour l'avenir, les paramètres climatiques de la commune estimés pour 2050 selon différents scénarios d'émission de gaz à effet de serre sont consultables sur un site dédié publié par Météo-France en novembre 2022.

## Urbanisme

### Typologie
Au 1er janvier 2024, Nuillé-sur-Vicoin est catégorisée bourg rural, selon la nouvelle grille communale de densité à sept niveaux définie par l'Insee en 2022.
Elle est située hors unité urbaine. Par ailleurs la commune fait partie de l'aire d'attraction de Laval, dont elle est une commune de la couronne,. Cette aire, qui regroupe 66 communes, est catégorisée dans les aires de 50 000 à moins de 200 000 habitants,.

### Occupation des sols
L'occupation des sols de la commune, telle qu'elle ressort de la base de données européenne d’occupation biophysique des sols Corine Land Cover (CLC), est marquée par l'importance des territoires agricoles (94,8 % en 2018), une proportion sensiblement équivalente à celle de 1990 (95,6 %). La répartition détaillée en 2018 est la suivante : 
terres arables (43,8 %), prairies (39,2 %), zones agricoles hétérogènes (11,8 %), forêts (3,1 %), zones urbanisées (2,1 %). L'évolution de l’occupation des sols de la commune et de ses infrastructures peut être observée sur les différentes représentations cartographiques du territoire : la carte de Cassini (XVIIIe siècle), la carte d'état-major (1820-1866) et les cartes ou photos aériennes de l'IGN pour la période actuelle (1950 à aujourd'hui).

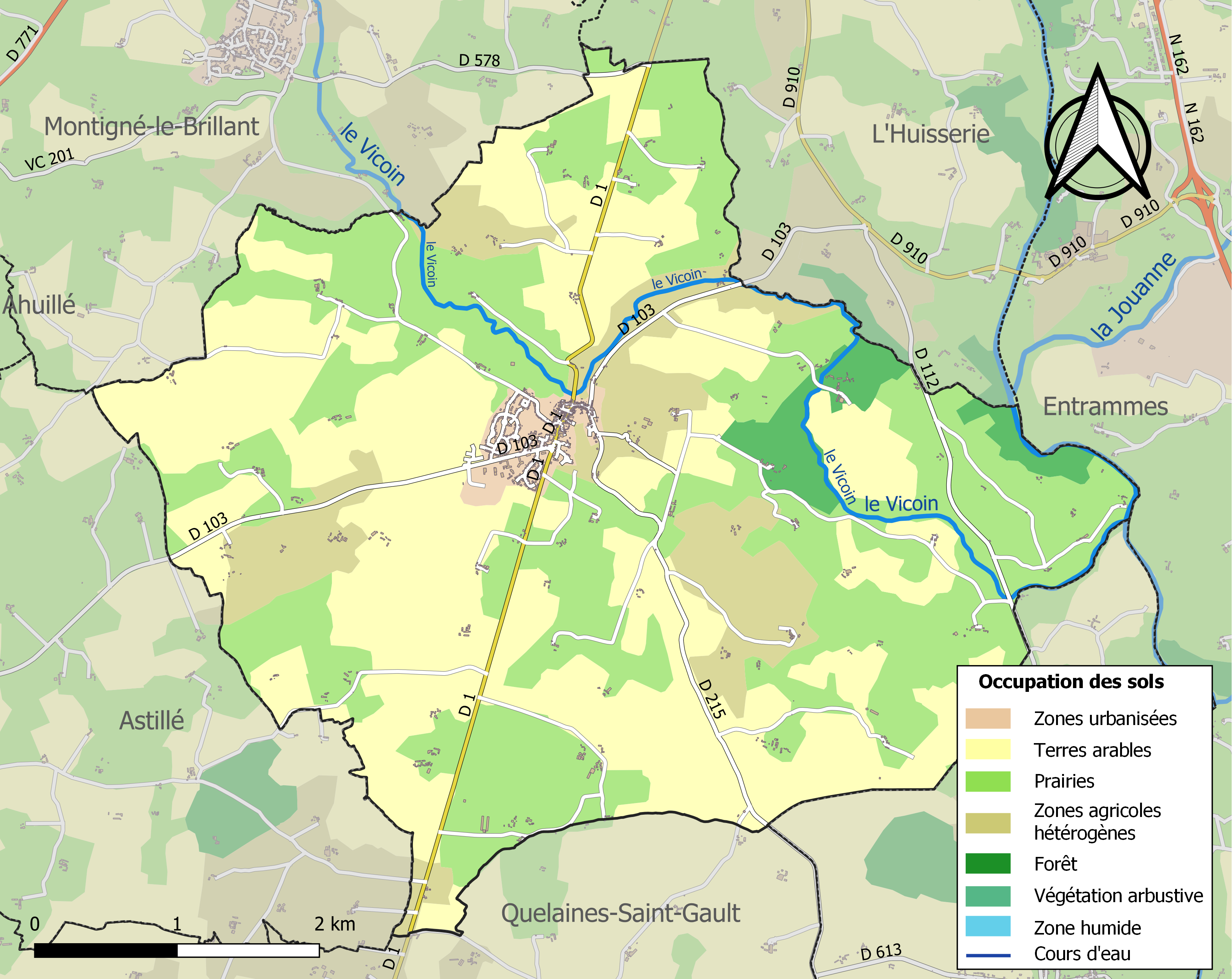
Carte des infrastructures et de l'occupation des sols de la commune en 2018 (CLC).

## Toponymie
Le nom de la localité est attesté sous la forme de Nulliaco vers 1075. Charles Rostaing traite le toponyme Nuillé dans le même paragraphe que les Neuillé, Neuilly et Neuillac/Neulliac. Certains seraient issus du latin novellus, « nouveau » en rapport à un défrichement, d'autres à un anthroponyme latin tel que Nobilis ou Novellius. Le Vicoin traverse le nord du territoire et y borde le bourg.
Le gentilé est Nuilléen.

## Histoire
Nuillé-sur-Vicoin est une des rares communes de l'arrondissement de Laval qui faisaient partie de l'Anjou avant 1790. Elle se trouvait cependant dans le pays d'élection de Laval, ainsi qu'à la frontière du Maine. Ainsi, les communes voisines d'Astillé, Montigné-le-Brillant et L'Huisserie étaient situées dans le Maine.
En 1865, le territoire est amputé d'une petite partie au sud-est, participant avec ceux de Quelaines et surtout Houssay à la création de la commune d'Origné,.

## Politique et administration

### Administration municipale
Le conseil municipal est composé de quinze membres dont le maire et quatre adjoints.

### Jumelages
- Mittelneufnach (Allemagne) depuis 1994 en Bavière, dans l'arrondissement d'Augsbourg.

## Population et société

### Démographie
L'évolution du nombre d'habitants est connue à travers les recensements de la population effectués dans la commune depuis 1793. Pour les communes de moins de 10 000 habitants, une enquête de recensement portant sur toute la population est réalisée tous les cinq ans, les populations de référence des années intermédiaires étant quant à elles estimées par interpolation ou extrapolation. Pour la commune, le premier recensement exhaustif entrant dans le cadre du nouveau dispositif a été réalisé en 2006.
En 2022, la commune comptait 1 250 habitants, en évolution de +2,71 % par rapport à 2016 (Mayenne : −0,73 %, France hors Mayotte : +2,11 %).
Nuillé-sur-Vicoin a compté jusqu'à 1 668 habitants en 1836.
| 1793  | 1800  | 1806  | 1821  | 1831  | 1836  | 1841  | 1846  | 1851  |
| ----- | ----- | ----- | ----- | ----- | ----- | ----- | ----- | ----- |
| 1 567 | 1 448 | 1 380 | 1 546 | 1 578 | 1 668 | 1 632 | 1 590 | 1 598 |

| 1856  | 1861  | 1866  | 1872  | 1876  | 1881  | 1886  | 1891  | 1896  |
| ----- | ----- | ----- | ----- | ----- | ----- | ----- | ----- | ----- |
| 1 560 | 1 590 | 1 494 | 1 452 | 1 419 | 1 350 | 1 307 | 1 274 | 1 184 |

| 1901  | 1906  | 1911  | 1921 | 1926 | 1931 | 1936 | 1946 | 1954 |
| ----- | ----- | ----- | ---- | ---- | ---- | ---- | ---- | ---- |
| 1 132 | 1 140 | 1 092 | 882  | 880  | 863  | 806  | 847  | 913  |

| 1962 | 1968 | 1975 | 1982  | 1990  | 1999  | 2006  | 2011  | 2016  |
| ---- | ---- | ---- | ----- | ----- | ----- | ----- | ----- | ----- |
| 966  | 966  | 926  | 1 028 | 1 004 | 1 050 | 1 184 | 1 253 | 1 217 |

| 2021  | 2022  | - | - | - | - | - | - | - |
| ----- | ----- | - | - | - | - | - | - | - |
| 1 235 | 1 250 | - | - | - | - | - | - | - |

### Sports et loisirs
Le club Nuillé Sports fait évoluer deux équipes de football en divisions de district. L'Association sportive de Saint-Jean futsal présente une équipe également au niveau district.
L'hippodrome de Ligonnière est sur le territoire communal et plusieurs courses de cross country ont lieu tous les ans.

## Culture locale et patrimoine

### Lieux et monuments

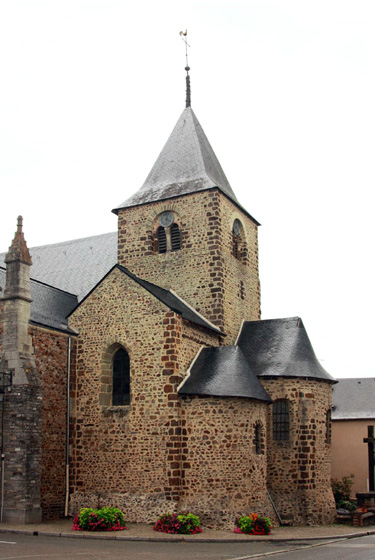
L'église Sainte-Trinité.

- Église Sainte-Trinité (transept construit au XIXe siècle) ; trois absides ; tour du XIe siècle. L'édifice fait l'objet d'une inscription au titre des Monuments historiques depuis le 21 mai 1986[28] et abrite trois retables classés à titre d'objets[29]..
- Château de Lancheneil (XVIe siècle) et ses anciens colombiers. L'ensemble est inscrit au titre des Monuments historiques depuis le 10 décembre 1927[30].
- Ancien château de Montchevrier.
- Château de Thubœuf.
- Château de Courcelles.
- Château du Tertre.
- Château de Marthebise.
- Grotte de Lourdes.

### Personnalités liées à la commune
- Lancelot de Brée (mort en 1600 au château de Montchevrier à Nuillé-sur-Vicoin), chevalier de l'ordre du roi, gouverneur de Laval.
- François Pédron (né en 1944 à Nuillé-sur-Vicoin), écrivain.
- Nicole Lévêque, (née en 1951 à Nuillé-sur-Vicoin), athlète.
- Famille de Préaux.

### Héraldique
| Blason de Nuillé-sur-Vicoin | Blason  | D'or aux six écussons de gueules ordonnés 3, 2 et 1. |
| Blason de Nuillé-sur-Vicoin | Détails |                                                      |